# Dubouzetia acuminata
Dubouzetia acuminata là một loài thực vật có hoa trong họ Côm. Loài này được Sprague mô tả khoa học đầu tiên năm 1907.